# 1643년 울산 지진
1643년 울산 지진은 1643년(인조 21년) 7월 24일(음력 6월 9일) 울산 앞바다서 일어난 지진이다. 지진 규모는 M6.5~7.4 인것으로 추정되고있다.

## 원문
이 지진에 대해 다음과 같은 언급이 존재한다.
경상감사 장계의 내용이다. 좌도가 안동에서부터 동해 · 영덕 이하를 경유해 돌아서 김천 각 읍에 이르기까지, 이번 달 초 9일(辛未) 신시(오후 3시-5시), 초 10일 진시(오전 7시-9시)에 두 번 지진이 있었다. 성벽이 무너짐이 많았다. 울산 역시 같은 날 같은 시각에 마찬가지로 지진이 있었다. 울산부의 동쪽 13리 밀물과 썰물이 출입하는 곳에서 물이 끓어올랐는데, 마치 바다 가운데 큰 파도가 육지로 1, 2보 나왔다가 되돌아 들어가는 것 같았다. 건답 6곳이 무너졌고, 물이 샘처럼 솟았으며, 물이 넘자 구멍이 다시 합쳐졌다. 물이 솟아난 곳에 각각 흰 모래 1, 2두가 나와 쌓였다. (慶尙監司狀啓, 左道自安東, 由東海·盈德以下, 回至金山各邑, 今月初九日申時·初十日辰時, 再度地震, 城堞頹圮居多。蔚山亦同日同時, 一體地震, 府東十三里潮汐水出入處, 其水沸湯謄涌[騰涌], 有若洋中大波, 至出陸地一二步而還入, 乾畓六處裂坼, 水涌如泉, 其穴逾時還合, 水涌處各出白沙一二斗積在云云事。)
 — 《승정원일기》 6월 21일
한양에 지진이 있었다. 경상도의 대구·안동·김해·영덕 등 지역의 고을에도 지진이 있어 연대(烟臺)와 성첩(城堞)이 많이 무너졌다. 울산부에서는 땅이 갈라지고 물이 솟구쳐 나왔다. 전라도에도 지진이 있었다. 화순현에서는 부자(父子)가 벼락을 맞아 죽었고, 영광군에서는 형제가 말을 타고 들에 나갔다가 말과 함께 일시에 벼락맞아 죽었다.
 — 《조선왕조실록》 1643년 6월 9일 1번째 기사
신시(申時)에 땅이 흔들리더니 울산도호부(蔚山都護府)의 관아가 무너졌다.땅이 흔들리며 도호부 남쪽 황룡연의 물이 갑작스레 줄었다. 병영에서는 초기에는 흔들거림이 있다가 갑작스레 우물이 넘쳐나고 개울이 요동치니 천지가 흔들리는듯 하였다고 하였다.. 이후 흔들림이 멈추었다가 갑자기 더욱 땅이 요동치며 황룡연의 용이 승천하는듯 마른하늘에 천둥이 쳤다. 이후 병영의 외성과 문루가 무너저 내리고 병영내외의 가옥들이 돌에 깔리거나 주저 않았으며 멀리 병영의 남문과 관아가 쓰러지며 커다란 구름이 생기었다. 병영에서는 백성들의가옥 140여호가 무너져 내렸다. 읍내에는 먼지가 자욱하여 백성들이 울부짖는 소리가 사방에서 들려왔다..염포포구에는 물이 들어찼다..
 — 《울산군관읍지》 1650년도 6월 관련사건 '2권 30장 5구절' 울산도호부에 지진이 일어나다.

## 같이 보기
- 한국의 지진
- 1643년 합천 지진
- 울산 단층
- 울산광역시의 지질